# Samvetsvägran
Samvetsvägran betyder vägran att delta i en verksamhet (normalt en verksamhet som är obligatorisk) utifrån uppfattningen att verksamheten är fel enligt de egna etiska uppfattningarna, "det egna samvetet". I de flesta fall används termen om vapenvägran, oftast i den mer specifika innebörden värnpliktsvägran.